# Memories Off
Memories Off (メモリーズオフ Memorīzu Ofu?) es una novela visual japonesa desarrollada por KID originalmente lanzada en Japón el 30 de septiembre de 1999 para PlayStation, y luego fue lanzada para PC, Dreamcast, PlayStation 2 y PlayStation Portable. Las versiones posteriores incorporaron contenido nuevo que no se encontraba en la versión original, como una segunda parte de la historia, "Memories Off: Pure", originalmente lanzado como un juego separado para Neo Geo Pocket Color el 27 de abril. 2000. La jugabilidad de "Memories Off" sigue una trama lineal, que ofrece escenarios predeterminados y cursos de interacción, y se centra en el atractivo de las seis protagonistas femeninas.
Memories Off ha realizado varias transiciones a otros medios. Un manga antología fue publicado en agosto de 2000 por Enterbrain. Fue seguida por una serie de animación de video original producida por E&G Films lanzada en tres DVD y VHS entre el 11 de noviembre de 2001 y el 8 de marzo de 2002. Tres novelas y un drama También se produjeron CD.

## Jugabilidad
La jugabilidad de "Memories Off" requiere poca interacción del jugador, ya que se dedica mucho tiempo a leer el texto que aparece en la parte inferior de la pantalla, que representa el diálogo entre personajes o los pensamientos internos del protagonista. De vez en cuando, el jugador llegará a un "punto de decisión", donde se le da la oportunidad de elegir entre múltiples opciones. El tiempo entre estos puntos es variable y puede ocurrir desde un minuto hasta mucho más. El juego se detiene en estos puntos y, según la elección que haga el jugador, la trama progresará en una dirección específica. Hay seis líneas argumentales principales que el jugador tendrá la oportunidad de experimentar, una para cada una de las heroínas de la historia. Para ver las cinco líneas de la trama, el jugador tendrá que volver a jugar el juego varias veces y tomar diferentes decisiones para avanzar en la trama en una dirección alternativa.
En las versiones posteriores a los lanzamientos originales de PS y PC, un segundo escenario llamado Pure está disponible después de que se completan los escenarios para las heroínas, 1st Story. Pure cubre la historia ambientada tres años antes de la parte principal del juego y gira en torno a Tomoya, Ayaka y Yue cuando aún asisten a la escuela secundaria. Un tercer escenario llamado After Story está disponible inmediatamente después de comenzar un nuevo juego en la versión de PSP. After Story es una continuación de la primera parte del juego. A diferencia de los otros escenarios, After Story no se acompaña de actuación de voz, sprites de personajes y elecciones, lo que permite disfrutar de la historia sin ninguna interacción.

## Trama y personajes
La historia de Memories Off gira en torno al protagonista masculino Tomoya Mikami (三上 智也 Mikami Tomoya?, con la voz de: Hikaru Midorikawa), un cínico estudiante de diecisiete años cuyo rol asume el jugador, y sus interacciones con sus compañeros durante su segundo año asistiendo a la Sumisora Academy (澄空学園 Sumisora Gakuen?), en el que se desarrolla la parte principal de la historia. Tomoya se encuentra con Yue Imasaka (今坂唯笑 Imasaka Yue?, con la voz de: Megumi Nasu), una amiga de la infancia un día en un tren de camino a la escuela. Yue es una chica vivaz e inocente, pero torpe. Ella es la heroína principal de la historia y está enamorada de Tomoya, pero decidió no perseguirlo desde el principio. Tomoya más tarde también se encuentra Kaoru Otowa (音羽かおる Otowa Kaoru?, con la voz de: Yukari Tamura), otra heroína. Kaoru es una chica que se transfiere a la clase de Tomoya cerca del comienzo de la historia. Mantiene una personalidad alegre y habilidades sociales articuladas, y sobresale en materias de lenguaje.
Tomoya más tarde también se encuentra con Shion Futami (双海詩音 Futami Shion?, con la voz de: Yūko Kagata),  la tercera heroína de Memories Off. Shion es una chica que se transfirió a la clase de Tomoya en el último semestre. Tiene una personalidad tranquila y prefiere estar aislada. Al igual que Kaoru, Shion sobresale en el lenguaje y muestra interés en la literatura hasta el punto en que se convirtió en bibliotecaria. El también se encuentra Koyomi Kirishima (霧島小夜美 Kirishima Koyomi?, con la voz de: Ruri Asano), otra heroína. Koyomi es en realidad una estudiante universitaria, pero viaja a la escuela para sustituir a su madre como cajera de la escuela durante una semana. Es amable y cariñosa, pero también es torpe a la hora de cobrar los pagos. Tiene dos mascotas hámster llamadas Ggakdugi y Namul. Tomoya más tarde también se encuentra con Minamo Ibuki (伊吹みなも Ibuki Minamo?, con la voz de: Kumi Tanaka), la quinta heroína de Memories Off y estudiante de primer año. Minamo tiene una personalidad vivaz y también se interesa por el arte. Debido a su salud débil, tiene que desplazarse constantemente a los hospitales.
A Tomoya se le recuerda constantemente su interés romántico anterior Ayaka Hizuki (桧月 彩花 Hizuki Ayaka?, con la voz de: Maria Yamamoto), el enfoque principal del segmento de la historia de Pure, ya que continúa sus interacciones con sus muchos compañeros de escuela. Ayaka es amiga de la infancia de Tomoya y Yue y prima de Minamo. Mantiene una personalidad amable y educada, pero tímida. Ella fallece después de estar involucrada en un accidente de tráfico hacia el final del segmento de Pure para consternación de Tomoya, lo que lo lleva a luchar constantemente para superar su muerte y actúa de manera cruel con los demás.

## Desarrollo y lanzamiento

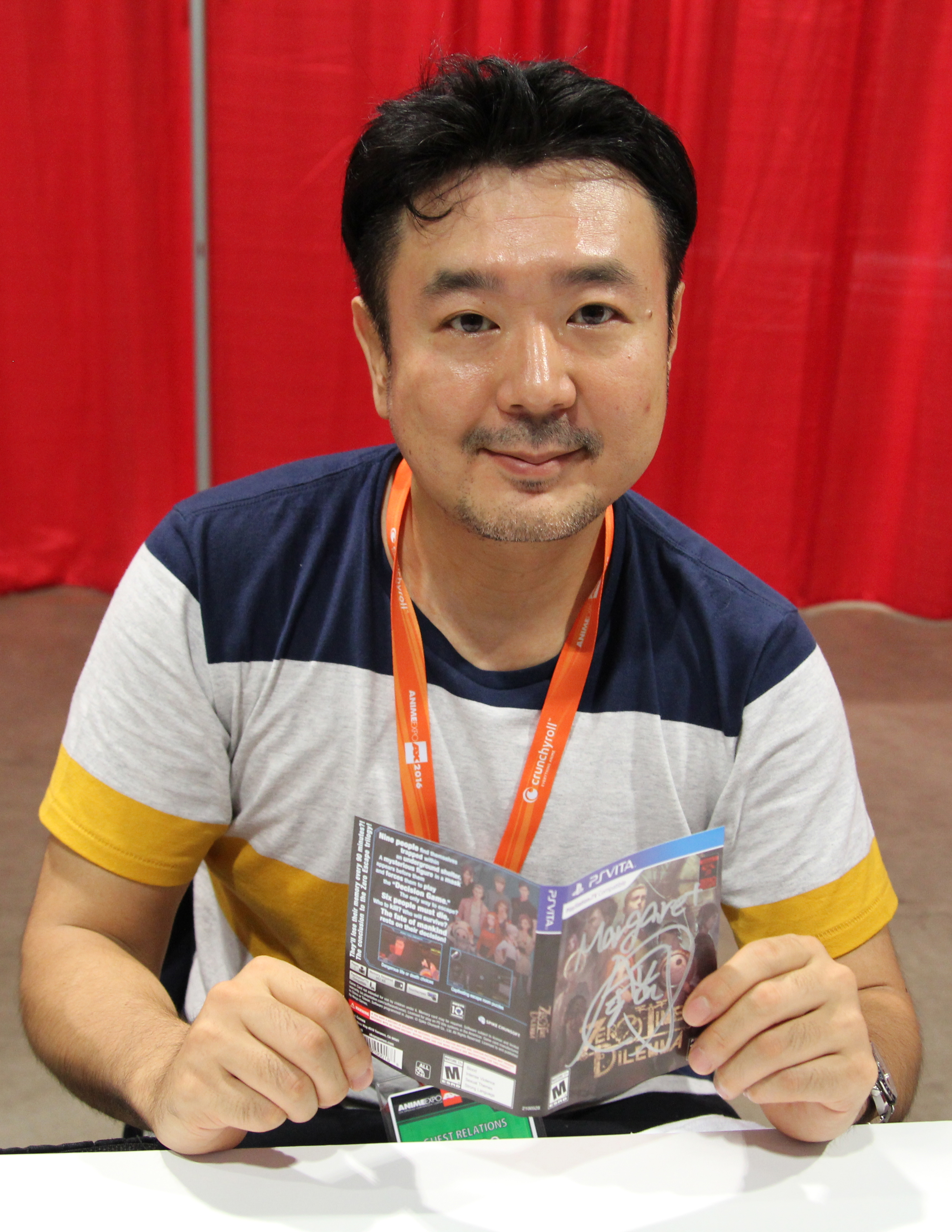
El equipo de redacción incluyó a Kotaro Uchikoshi, quien trabajó en la historia de Ayaka y Yue.

Como la mayoría de los juegos anteriores desarrollados por KID, "Memories Off" se desarrolló como un título para todas las edades y no contiene situaciones arriesgadas. La dirección de arte estuvo a cargo de Yukihiro Matsuo, mientras que los diseños de personajes fueron proporcionados por Mutsumi Sasaki. El escenario del juego se dividió entre seis personas. Kotaro Uchikoshi trabajó en la historia de Ayaka y Yue; Chabō Higurashi trabajó en la historia de Shion; Riichirō Abe trabajó en la historia de Miyako; Nobuhito Takabayashi trabajó en la historia de Kaoru; Tomohiro Sasaki trabajó en la historia de Minamo; y TAS que contribuyó a la historia de Ayaka. La música del juego fue compuesta en su totalidad por Takeshi Abo.
Las versiones originales de PlayStation y PC de "Memories Off" tienen una pieza de tema musical. El tema final "This May Be the Last Time we can Meet" fue interpretado por Maria Yamamoto, compuesto por Hidehiko Katō, escrito por Kaoru Akizuki y arreglado por Sunflower. Se utilizaron dos temas musicales más en la versión de Dreamcast y los lanzamientos posteriores, un tema de apertura y un tema de cierre. El tema de apertura es "Wings of Bravery" (勇気の翼 Yūki no Tsubasa?) y fue interpretada por Maria Yamamoto; el tema final final fue "Gentle Constellation" (やさしい星座 Yasashī Seiza?), y fue interpretada por Kaori. Ambas canciones se introdujeron por primera vez en la serie OVA y fueron compuestas y escritas por Chiyomaru Shikura. Se introdujo un nuevo tema de apertura en la versión de PlayStation Portable, además del tema de apertura original. El tema de apertura, titulado "Eternal Memories" (永遠のメモリーズ Eien no Memorīzu?) e interpretado y escrito por Ayane, es compartido por la versión de PSP de "Memories Off 2nd" como tema de apertura del juego.
"Memories Off" se lanzó por primera vez al público el 30 de septiembre de 1999 para PlayStation. Posteriormente fue lanzado para PC el 16 de marzo de 2000, y más tarde fue acompañado por una precuela titulada Memories Off: Pure lanzada para Neo Geo Pocket Color, el 27 de abril de 2000. Un relanzamiento mejorado para el Dreamcast, titulado "Memories Off Complete" fue lanzado el 20 de junio de 2000, con el escenario encontrado en "Pure". Un segundo lanzamiento de PlayStation publicado por Success fue lanzado el 19 de julio de 2000, a un precio más barato que el original.
"Memories Off" se lanzó posteriormente en China el 20 de diciembre de 2001 para PC. Posteriormente, Mdream lanzó una versión de PlayStation 2 en Corea del Sur el 12 de diciembre de 2002, seguida de una versión de Hong Kong y Taiwán ese el 6 de marzo de 2003, publicada por T-Time Technology. El juego de PlayStation 2 fue lanzado más tarde en Japón con Memories Off 2nd como Memories Off Duet el 27 de marzo de 2003, y contenía escenarios adicionales. Fue seguido por otro lanzamiento de Hong Kong y Taiwán, el 2 de julio de 2003, para PC publicado por T-Time Technology. Un segundo lanzamiento de PlayStation 2 en Japón, publicado por Success, fue lanzado el 5 de agosto de 2004, a un precio más barato que el lanzamiento original. Una versión de PlayStation Portable fue lanzada en ediciones limitadas y regulares el 29 de mayo de 2008. La edición limitada incluía el juego en sí, un disco de image song, un disco de banda sonora, materiales de desarrollo, una novela titulada After Story ya contenido en el propio juego, y una caja de coleccionista; la edición regular no contenía los extras mencionados. Una versión de iOS se lanzó el 1 de septiembre de 2009.

## Recepción
Memories Off Complete, la versión de Dreamcast de la novela visual original, fue bien recibida por RPGFan, y se le otorgó un 83% de su escala de calificación. El crítico elogió la banda sonora del juego y el escenario Pure del juego, citando que "fue muy dulce, a menudo divertido, y fue maravilloso ver la amistad de Tomoya con Ayaka y Yue", aunque señaló que las imágenes y la voz del juego actúan como "decentes, pero sin complicaciones". El crítico concluyó que aunque el juego no es el título más pulido, "es un clásico del género, y con razón".
Según Uchikoshi, recibió muchas críticas de los jugadores después de que salió el juego, quienes le dijeron que no entendía juegos bishōjo, y cómo se supone que el protagonista es el jugador. . Esto tuvo un gran impacto en él e influyó en su novela visual posterior "Ever 17: The Out of Infinity".